# Robert Swartelé
Robert Charles Swartelé (* 22. Juni 1900 in Gent; † 7. November 1967 in Zelzate) war ein belgischer Ruderer.

## Biografie
Robert Swartelé nahm an den Olympischen Sommerspielen 1924 in Paris teil. Mit belgischer Crew schied er in der Achter-Regatta im Hoffnungslauf aus. Zwei Jahre später gewann Swartelé mit dem belgischen Achter die Bronzemedaille bei den Europameisterschaften in Luzern. Bei den Europameisterschaften 1927 gewann er mit Theo Wambeke, Alphonse De Wette und seinem Bruder Maurice ebenfalls Bronze im Vierer mit Steuermann.